# 泥蜆
泥蜆（学名：Sphaerium okinawaense）为泥蜆科泥蜆屬下的一个种。